# Kántorné Engelhardt Anna
Kántorné Engelhardt Anna, född 1791, död 1854, var en ungersk skådespelare.
Hon var verksam 1809-1847 i olika resande teatersällskap och har beskrivits som den finaste tragiska konstnären i den äldre ungerska teatern. 